# Алтайський державний університет
Алтайський державний університет  (рос. Алтайский государственный университет) — класичний заклад вищої освіти в російському місті Барнаул, заснований у 1973 році.
Член Асоціації класичних університетів Росії.

## Історія
У 1972 році крайком і крайвиконком КПРС звернулися до Генерального секретаря ЦК КПРС Леоніда Брежнєва з листом про відкриття в Алтайському краї університету. 27 грудня 1972 року секретаріат ЦК КПРС розглянув звернення і 31 грудня 1972 року бюро крайкому і крайвиконком прийняли постанову «Про організацію Алтайського державного університету», в якому визначили практичні заходи по створенню закладу.
27 березня 1973 року Рада Міністрів СРСР прийняла Постанову № 179 про відкриття університету в Барнаулі. 25 травня 1973 року відповідну Постанову № 279 прийняла Рада міністрів РРФСР. На виконання прийнятих рішень міністри вищої і середньої спеціальної освіти СРСР і РРФСР видали накази № 274 і 229 про організацію Алтайського державного університету. У вересні 1973 року в новоствореному закладі розпочався навчальний процес.
Наказом Міністерства вищої освіти РРФСР № 253 від 29 травня 1973 було визначено первісну структуру університету., згідно  якої університет мав п'ять факультетів: історико-філологічний, юридичний, економічний, хіміко-біологічний, фізико-математичний. Підготовка здійснювалася за 9 спеціальностями: історії, філології, юриспруденції, економіки праці, планування і організації промислового виробництва, хімії, біології, фізики, математики, економічної кібернетики. Відкриття спеціальностей здійснювалося поетапно. У 1973 році почалася підготовка істориків, філологів, юристів, економістів. У наступному році — хіміків, біологів, математиків, фізиків. Надалі структура університету зазнала певних змін.
У 1973 році почали функціонувати юридичний та історико-філологічний факультети, ще не затверджені Мінвузом РРФСР (наказ про їх організації видано 2 січня 1974 року). 29 травня за рекомендацією крайового комітету КПРС міністр вищої і середньої спеціальної освіти РРФСР призначив ректором Алтайського державного університету кандидата історичних наук доцента Василя Неверова.
У 1986 році Алтайський держуніверситет очолив Валерій Миронов. У 1993 році в університеті працювало 10 факультетів і відділень, в складі яких 54 кафедри, які готували за 19 спеціальностями 6 000 студентів. Серед професорсько-викладацького складу 2 члени-кореспонденти РАН, 39 докторів наук та професорів, 238 кандидатів наук. У 1991 році відкрито першу спеціалізовану вчену раду із захисту кандидатських дисертацій зі соціології.
У 1997 році ректором Алтайського держуніверситету став Юрій Кирюшин. У 2003 році в університеті працювало 15 факультетів і 1 відділення, 81 кафедра, підготовка здійснювалася за 56 спеціальностями і напрямками. Університету підпорядкувувалося 6 філій на території Алтайського краю. Відкрито факультети: соціології (1990 р.), політичних наук (1990 р.), мистецтв (1993 р.), педагогічної освіти (2001 р.), відкритої освіти (2003 р.), психології та філософії (2004). В універстеті розпочали роботу:
- 7 докторських і 6 кандидатських спеціадізованих вчених рад;
- 19 наукових шкіл;
- 4 науково-дослідні інститути;
- Центр інтернет-освіти;
- 5 музеїв і картинна галерея;

У березні 2016 ректором переобрано Сергія Землюка, який займав посаду з 2011 року.
У квітні 2017 року університет отримав статус опорного.

## Структура
- Інститут історії та міжнародних відносин
- Міжнародний інститут економіки, менеджменту та інформаційних систем
- Юридичний інститут
- Інститут математики та інформаційних технологій
- Інститут цифрових технологій, електроніки та фізики
- Інститут хімії та хіміко-фармацевтичних технологій
- Інститут біології та біотехнології
- Інститут географії
- Інститут соціальних наук
- Інститут психології
- Інститут мистецтв і дизайну
- Інститут масових комунікацій, філології та політології (створений в результаті злиття факультетів журналістики, політичних наук, філологічного та зв'язків з громадськістю).

### Наукові та науково-освітні підрозділи
- НДІ екологічного моніторингу
- НДІ гуманітарних досліджень
- НДІ деревних термопластиків
- Алтайська школа політичних досліджень
- Центр колективного споживання «Біотехнологія»
- Ботанічний сад
- Гербарій ALTB[8]
- Центр колективного споживання «Нано-Біо-Інжиніринг»
- Центр політичного аналізу і технологій
- Психологічний центр «PSY-контакт»
- Музей археології та етнографії Алтаю
- Барнаульський міський центр нових інформаційних технологій
- Центр оцінювання якості освіти
- НДЛ обробки зображень з космосу
- Науково-освітній центр комплексних досліджень проблем молоді
- Видавництво.

### Філії
- Білокуриха (з 1996 року)
- Бійськ (з 2001 року)
- Рубцовськ (з 1996 року)
- Славгород.

## Відомі випускники
- Бутіна Марія Валеріївна
- Рижков Володимир Олександрович
- Шаптала Наталя Костянтинівна